# I. e. 150
Évszázadok: i. e. 3. század – i. e. 2. század – i. e. 1. század
Évtizedek: i. e. 200-as évek – i. e. 190-es évek – i. e. 180-as évek – i. e. 170-es évek – i. e. 160-as évek – i. e. 150-es évek – i. e. 140-es évek – i. e. 130-as évek – i. e. 120-as évek – i. e. 110-es évek – i. e. 100-as évek
Évek: i. e. 155 – i. e. 154 – i. e. 153 – i. e. 152 –  i. e. 151 – i. e. 150 – i. e. 149 – i. e. 148 – i. e. 147 – i. e. 146 – i. e. 145

## Események

### Róma
- Tiberius Quinctius Flaminiust és Manius Acilius Balbust választják consulnak.
- Scipio Aemilianus Masinissához látogat, hogy elefántokat szerezzen tőle és eközben tanúja, lesz ahogyan a numidák ügyes taktikával visszaverik a rájuk támadó 25 ezres karthágói sereget. A karthágóiak közvetítőnek kérik fel a konfliktusban, de a tárgyalások elakadnak.
- A római szenátus a második pun háború utáni békeszerződés megsértésének tartja azt, hogy Karthágó hadat visel egyik szomszédja ellen. Cato ismét Karthágó megsemmisítését követeli és a szenátus elhatározza egy sereg felállítását.
- Servius Sulpicius Galba praetor Hispániában békét köt a lázadó luzitánokkal és földet ígér nekik, ahol letelepedhetnek. A több csapatra szakadt luzitánokat aztán katonáival lemészároltatja vagy eladatja rabszolgának.

### Hellenisztikus birodalmak
- Alexandrosz Balasz trónkövetelő csatában legyőzi és megöli I. Démétriosz szeleukida királyt. Alexandrosz Róma, Egyiptom és Pergamon támogatásával elfoglalja a trónt. Démétriosz tízéves fia, kit szintén Démétriosznak hívnak, Krétára menekül.
- Alexandrosz feleségül veszi VI. Ptolemaiosz egyiptomi fáraó lányát, Kleopátra Theát.
- II. Prusziasz bithüniai király Rómába küldi fiát, Nikomédészt, hogy próbálja meg elérni a Pergamonnal vívott háború miatt rá kirótt hadisarc csökkentését. Nikomédész megkapja a szenátus támogatását, de apja - aki inkább a második feleségétől született fiát szeretné utódjának - orgyilkosokat küld utána. Az összeesküvés lelepleződik, Nikomédész pedig fellázad Prusziasz ellen.
- Meghal IV. Mithridatész pontoszi király. Utóda unokaöccse, V. Mithridatész, aki folytatja elődjének Róma-barát politikáját.

## Születések
- Szidóni Zénón, görög filozófus

## Halálozások
- I. Démétriosz Szótér, szeleukida király
- IV. Mithridatész Philopatór Philadelphosz, pontoszi király

## Fordítás
- Ez a szócikk részben vagy egészben  a(z)   150 BC című angol Wikipédia-szócikk ezen változatának fordításán alapul.  Az eredeti cikk szerkesztőit annak laptörténete sorolja fel. Ez a jelzés csupán a megfogalmazás eredetét és a szerzői jogokat jelzi, nem szolgál a cikkben szereplő információk forrásmegjelöléseként.